# مهرجان كان السينمائي 1972
مهرجان كان السينمائي لعام 1972 هو الدورة الـ25 للمهرجان عُقد في 4 إلى 19 مايو من عام 1972، حصل كل من فيلم "The Working Class Goes to Heaven" للمخرج الإيطالي إليو بيتري وفيلم "The Mattei Affair" للمخرج الإيطالي فرانشيسكو روسي على السعفة الذهبية للمهرجان.